# Saguenay–Lac-Saint-Jean
Saguenay–Lac-Saint-Jean es una región administrativa de la provincia canadiense de Quebec, situada en la margen norte del río San Lorenzo. La región está dividida en 4 Municipios Regionales de Condado (MRC) y 60 municipios.

## Organización territorial

### Municipios regionales de condado (MRC)
- Lac-Saint-Jean-Est, cuya capital es la ciudad de Alma.
- Le Domaine-du-Roy, cuya capital es la ciudad de Roberval.
- Le Fjord-du-Saguenay, cuya capital es la ciudad de Saguenay (aunque esta ciudad no forma parte del MRC).
- Maria-Chapdelaine, cuya capital es la ciudad de Dolbeau-Mistassini.

### Ciudad fuera de los MRC
- Ciudad de Saguenay

### Municipio autóctono fuera de los MRC
- Reserva india de Mashteuiatsh

### Educación básica
Las escuelas de educación primaria, secundaria y técnica se agrupan en 20 distritos; administrados por 4 centros de servicios escolares :
- CSS de la Jonquière
- CSS du Lac-Saint-Jean
- CSS du Pays-des-Bleuets ( Maria-Chapdelaine y Domaine-du-Roy); Mashteuiatsh y Saint-Ludger-de-Milot.
- CSS des Rives-du-Saguenay

## Demografía
La población tiene una fuerte identidad regional. Alrededor del 10% de la población se considera Innu.
- Población: 275.427 (2005)
- Superficie: 95.893 km²
- Densidad: 2,9 hab./km²
- Tasa de natalidad: 9,1 ‰ (2005)
- Tasa de mortalidad: 7,6 ‰ (2005)

Fuente: Institut de la statistique du Québec
Lengua hablada en casa: 
- Francés, 99,0 %
- Inglés, 0,6 %
- Otras, 0,4 %

La région cuenta con un dialecto distintivo del francés.